# Geophila flaviflora
Geophila flaviflora là một loài thực vật có hoa trong họ Thiến thảo. Loài này được Aké Assi mô tả khoa học đầu tiên năm 1961.